# Вірановський Георгій Миколайович (військовий)
Вірановський Георгій Миколайович (1 (13) листопада 1867, маєток Карпово, Херсонська губернія — 1920, Омськ) — російський воєначальник, учасник російсько-японської та Першої світової воєн, генерал-лейтенант (1917 рік), учасник (1918—1920) Білого Руху в роки Громадянської війни. Кавалер орденів Святого Георгія 3-го і 4-го ступенів.
Закінчив в 1885 році Володимирський Київський кадетський корпус, в 1887 році — 3-е військове Олександрівське училище по 1-му розряду, в 1897 році — Миколаївську академію Генерального штабу за 1-м розрядом.

## Служба у Російській армії
- 28 серпня (9 вересня) 1885 року — юнкер рядового звання. 11 лютого 1886 року — підпоручик.
- 7 (19) серпня 1887 року призначений в 56-й піхотний Житомирський полк.
- 20 травня (1 червня) 1890 — прикомандирований до 14-ї артилерійської бригади для випробування по службі і переводу згодом у артилерію.
- З 15 (27) травня 1891 — поручик. 16 (28) липня 1891 переведений в 14-у артилерійську бригаду і 12 (24) серпня призначений в 4-ту батарею.
- 28 липня (9 серпня) 1896 року — штабс-капітан; 19 (31) травня 1897 року — капітан.
- 26 травня (7 червня) 1897 року зарахований до Генерального Штабу і призначений на службу в Київський військовий округ.
- 17 (29) січня 1898 переведений в Генеральний Штаб з призначенням старшим ад'ютантом штабу 19-ї піхотної дивізії.
- 24 листопада (6 грудня) 1898 року — старший ад'ютант штабу 21-го армійського корпусу.

З нагоди військових дії на Далекому Сході з 16 (28) липня по 18 (30) грудня 1900 був відряджений в управління 3-ї стрілецької бригади для виконання обов'язків старшого ад'ютанта. Перебував в межах Маньчжурії, брав участь перебував в експедиції полковника О. С. Хатова.
- З 5 (18) лютого 1901 року — прикомандирований на річний термін до 166-го піхотного Рівненського полку для командування ротою.
- 6 (19) грудня 1901 року — підполковник, призначений виконуючим посаду штаб-офіцера для особливих доручень при штабі 9-го армійського корпусу.
- 25 жовтня (7 листопада) 1903 року призначений штаб-офіцером для особливих доручень при штабі Одеського військового округу. З 26 січня (8 лютого) 1904 року — старший ад'ютант штабу Одеського військового округу.
- 6 (19) грудня 1905 року — полковник. Учасник російсько-японської війни 1904—1905 років з 1905 року по травень 1906 року.
- 22 липня (4 серпня) 1907 року призначений начальником штабу військ Одеського табірного збору. З 13 (26) травня по 13 (26) липня 1908 року було прикомандирований до артилерії, а з 13 (26) липня по 15 (28) серпня 1908 року і до кавалерії.
- З 1 (14) Червень 1911 року — командир 16-го стрілецького імператора Олександра III полку.

Після початку Першої світової війни прийняв командування над бригадою 65-ї піхотної дивізії. З 12 (25) серпня 1914 року — генерал-майор.

## Громадянська війна
Після розформування фронту проживав в маєтку Карпово, але через рік переправився, обігнувши морем Азію на Східний фронт, куди прибув в серпні 1919 року. Служив в армії адмірала О. В. Колчака на посаді головного начальника постачання 2-ї і 3-ї армій. У січні 1920 року полонений частинами червоної 5-ї армії в Красноярську.